# Sexorcism
A Sexorcism a Lordi nevű finn rockzenekar kilencedik nagylemeze, mely 2018. május 25-én jelent meg az AFM Records és a Sony Music Entertainment gondozásában.

## Az album dalai
| #   | Cím                             | Dalszöveg | Zene | Hossz |
| --- | ------------------------------- | --------- | ---- | ----- |
| 1.  | Sexorcism                       |           |      | 6:52  |
| 2.  | Your Tongue's Got the Cat       |           |      | 4:45  |
| 3.  | Romeo Ate Juliet                |           |      | 4:21  |
| 4.  | Naked in My Cellar              |           |      | 4:45  |
| 5.  | The Beast is Yet to Cum         |           |      | 4:50  |
| 6.  | Polterchrist                    |           |      | 5:23  |
| 7.  | Scg9: The Documented Phenomenon |           |      | 1:14  |
| 8.  | Slashion Model Girls            |           |      | 5:25  |
| 9.  | Rimskin Assassin                |           |      | 4:50  |
| 10. | Hell Has Room                   |           |      | 5:04  |
| 11. | Hot & Satanned                  |           |      | 4:33  |
| 12. | Sodomesticated Animal           |           |      | 4:23  |
| 13. | Haunting Season                 |           |      | 6:15  |

## Kislemezek az albumról
1. Your Tongue's Got The Cat – 2018. április 13.[1]
2. Naked in My Cellar – 2018. május 4.

## Közreműködők
- Mr. Lordi – ének
- Amen – Gitár
- Mana – Dob
- OX – Basszusgitár
- Hella – Billentyűs hangszerek